# آن مورغان
آن مورغان (بالإنجليزية: Anne Morgan)‏ هي فاعلة خير أمريكية، ولدت في 25 يوليو 1873 في مانهاتن في الولايات المتحدة، وتوفيت في 29 يناير 1952 في ماونت كيسكو في الولايات المتحدة.

## وصلات خارجية
- آن مورغان على موقع الموسوعة البريطانية (الإنجليزية)
- آن مورغان على موقع إن إن دي بي (الإنجليزية)